# Artyom Pasko
Artyom Andreyevich Pasko (tiếng Nga: Артём Андреевич Пасько; sinh ngày 3 tháng 4 năm 1992) là một cầu thủ bóng đá người Nga. Anh thi đấu cho F.K. Dynamo Sankt Peterburg.